# 7,7 × 58 mm Type 92
La 7,7 × 58 mm Type 92 è stata una cartuccia realizzata dall'Impero giapponese all'inizio degli anni trenta appositamente per la mitragliatrice pesante Type 92. Fu sviluppata da una munizione per mitragliatrici aeronautiche e nel corso della seconda guerra sino-giapponese, nonché della seconda guerra mondiale, fu adoperata anche su altre mitragliatrici.
Raggiungeva una velocità iniziale di 700–729 m/s e sul campo si dimostrò affidabile.

## Storia e impiego
Nel 1929-1930 l'esercito imperiale giapponese iniziò a cercare un rimpiazzo per la mitragliatrice pesante di squadra Type 3, sì valida ma camerata per la cartuccia 6,5 × 50 mm Arisaka, rivelatasi di modesta potenza sulle lunghe distanze. Prendendo spunto dalla munizione 7,7 × 56 mm Type 89 (in sostanza una copia del .303 British), nel 1931-1932 fu avviata la progettazione di una nuova cartuccia da 7,7 mm per l'evoluzione della Type 3, i cui lavori proseguirono in contemporanea.
Nel 1932 anno l'arma fu immatricolata come Type 92 e la cartuccia come "7,7 × 58 mm Type 92".
La munizione era specifica per quest'arma di supporto; tuttavia poté essere utilizzata senza problemi anche sulla mitragliatrice leggera da carro armato Type 97. Alla bisogna, anche le mitragliatrici aeronautiche Type 89 e Type 97 erano in grado di spararle.

## Caratteristiche
La cartuccia 7,7 × 58 mm Type 92 assemblata era lunga 79,85 mm. Presentava un bossolo in ottone sagomato a collo di bottiglia e un poco rastremato, lungo 57,7 mm. Il diametro del colletto misurava 8,56 mm, che si accresceva a 12,5 mm per la base del bossolo e a 12,7 mm per il semi-collarino, spesso 1,42 mm; la svasatura tra base e semi-collarino era pari a 11 mm di diametro.
All'altezza della spalla il diametro era di 8,54 mm e in corrispondenza dell'attaccatura di questa al corpo del bossolo arrivava a 11 mm. Il corpo del bossolo, cioè la parte compresa tra il semi-collarino e la spalla esclusa, era lunga 46,80 mm.
Sul fondello, caratterizzato da un marchio rosso o rosa, si trovava l'innesco a percussione centrale "Berdan" a due fori di vampa che, una volta colpito, accendeva la carica di lancio consistente in 2,45 grammi di nitrocellulosa. Il proiettile (il cui diametro era di 7,89 mm) aveva anima in piombo ed era del tipo incamiciato: al momento dello sparo generava un'energia di 282 kg·m, cioè 2766,42 joule. Pesante 200 grani (14 grammi), raggiungeva una velocità iniziale di 729 m/s oppure di 700 m/s come affermato da un'altra fonte.
La palla nella Type 92 era in rame-ottone, a differenza della sua progenitrice Type 89 che invece l'aveva rivestita in cupronichel.
Peraltro, durante le prove, la cartuccia fu testata con una palla piena da 186 grani circa (13 grammi) e a seconda della canna impiegata, raggiunse velocità alla volata comprese tra i 670 e i 715 mm.

## Versioni
Dal 1939 furono distribuiti bossoli con carica di lancio bianca, ma non si conosce bene il reale scopo di tale diversa colorazione (forse una distinzione tra cartucce simili), e bossoli in acciaio laccato furono prodotti durante la guerra. La 7,7 × 58 mm Type 92 fu dotata, inoltre, di vari tipi di proiettili.
- tracciante: marchio verde sul fondello e un secondo modello con polvere d'innesco parimenti verde, forse distribuita dopo il 1940
- incendiario: marchio rosso sul fondello
- ad alto potenziale: marchio porpora sul fondello
- perforante: marchio nero sul fondello e un secondo modello con carica parimenti nera
- a salve: proiettile in legno pieno, bossolo senza marchi